# Minervino di Lecce
Minervino di Lecce är en ort och kommun i provinsen Lecce i regionen Apulien i Italien. Kommunen hade 3 602 invånare (2017).